# Баранова, Валентина Викторовна
Валентина Викторовна Баранова (род. 14 июля 1951) — советская и российская оперная певица (сопрано), народная артистка России (1994).

## Биография
Валентина Викторовна Баранова родилась 7 июля 1951 года. В 1979 году окончила Саратовскую консерваторию по классу сольного пения Н. Е. Устинова. 
С 1976 года выступает солисткой в Саратовском театре оперы и балета. Гастролировала по городам России, ближнего и дальнего зарубежья: Москва, Санкт-Петербург, Екатеринбург, Казань, Волгоград, Нижний Новгород, Чебоксары, Киев, Минск, Братислава (Чехословакия), Сеул (Южная Корея), Мюнхен (Германия).
Участвует в фестивалях оперного искусства России: солистов-вокалистов им. Ф. Шаляпина (Казань), «Молодые голоса России» (Улан-Удэ), «Болдинская осень» (Нижний Новгород), фестиваля им. Михайлова (Чебоксары), Собиновского музыкального фестиваля (Саратов). 
Обладает уникальным звучным голосом красивого, теплого тембра и большого диапазона, что в сочетании с яркой внешностью и актёрским дарованием позволяет с одинаковым успехом исполнять партии как лирико-драматического, так и лирико-колоратурного репертуара. 

## Награды и премии
- Заслуженная артистка РСФСР (11 августа 1987) — за исполнение партии Лючии («Лючия ди Ламмермур» Г. Доницетти)
- Народная артистка Российской Федерации (1 декабря 1994) — за большие заслуги в области искусства[2].
- Почётная грамота Губернатора Саратовской области (1997).

## Оперные партии
- «Дон Жуан» Моцарта — Донна Анна
- «Вильгельм Телль» Россини — Матильда
- «Лючия ди Ламмермур» Доницетти — Лючия
- «Лоэнгрин» Вагнера — Эльза
- «Тангейзер» Вагнера — Елизавета
- «Травиата» Верди — Виолетта
- «Трубадур» Верди — Леонора
- «Аида» Верди — Аида
- «Фауст» Шарль Гуно — Маргарита
- «Тоска»  Д. Пуччини — Тоска
- «Искатели жемчуга» Бизе — Лейла
- «Манон» Массне — Манон
- «Иван Сусанин» Глинки — Антонида
- «Демон» Рубинштейна — Тамара
- «Князь Игорь» А. Бородина — Ярославна
- «Пиковая дама» Чайковского — Лиза
- «Иоланта» П. И. Чайковский — Иоланта
- «Царская невеста» Н. Римского-Корсакова — Марфа
- «Леди Макбет Мценского уезда» Шостаковича — Катерина
- «Бал-маскарад» Верди — Амелия
- «Евгений Онегин» П. Чайковского — Ларина
- «Волшебная флейта» Моцарта — 1-я дама
- «Русалка» А. С. Даргомыжский — Наташа
- «Свадьба Фигаро» Моцарта — графиня Розина
- «Летучая мышь» Иоганна Штрауса — Розалинда